# Njord (album)
Njord is het derde album van de Noorse gothic metal band Leaves' Eyes. Het album werd uitgebracht in 2009.

## Nummers
1. "Njord" – 6:14
2. "My Destiny" – 4:13
3. "Emerald Island" – 5:24
4. "Take the Devil in Me" – 3:50
5. "Scarborough Fair" – 4:04
6. "Through Our Veins" – 3:40
7. "Irish Rain" – 4:01
8. "Northbound" – 4:22
9. "Ragnarok" – 5:11
10. "Morgenland" – 2:54
11. "The Holy Bond" – 3:41
12. "Frøya's Theme" – 8:22
13. "Landscape of the Dead" (Bonus track) - 4:36
14. "Les Champs de Lavande" (Bonus track) - 2:41